# Paris-Roubaix 1903

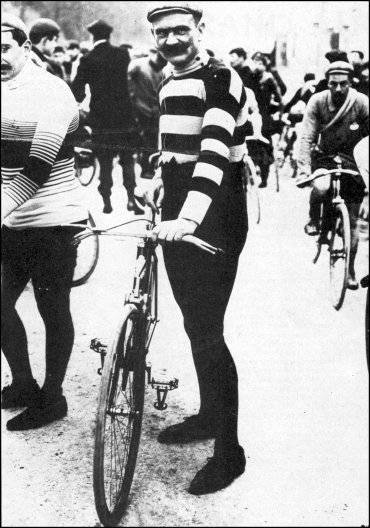
Hippolyte Aucouturier

La 8e édition de la course cycliste Paris-Roubaix a eu lieu le 11 avril 1903 et a été remportée par le Français Hippolyte Aucouturier. L'épreuve comptait 268 kilomètres. Au départ 51 coureurs étaient engagés.

## Déroulement de la course
La course est disputée sur 228 kilomètres derrière des motos.  Le gagnant, Hippolyte Aucouturier, termine la course avec une vitesse moyenne de 29,104 km/h.
Lors de cette édition, les coureurs changent de vélos à l'entrée du vélodrome de Roubaix avant de parcourir les trois tours de piste. Chapperon arrive devant Aucouturier, mais saisit par erreur le vélo de Trousselier. Il échange de nouveau son vélo et chasse Aucouturier avec un retard de 100 mètres. Chapperon revient à 10 mètres, mais ne parvient pas à reprendre Aucouturier qui s'impose.

## Classement final
|    | Cycliste              | Équipe | Temps             |
| -- | --------------------- | ------ | ----------------- |
| 1  | Hippolyte Aucouturier | -      | 9 h 12 min 30 s   |
| 2  | Claude Chapperon      | -      | + 2 s             |
| 3  | Louis Trousselier     | -      | + 39 s            |
| 4  | Édouard Wattelier     | -      | + 1 min 02 s      |
| 5  | Georges Lorgeou       | -      | + 28 min 30 s     |
| 6  | Jean-Baptiste Fischer | -      | + 39 min 30 s     |
| 7  | Gustave Pasquier      | -      | + 42 min 30 s     |
| 8  | Paul Trippier         | -      | + 47 min 30 s     |
| 9  | Leon Georget          | -      | + 55 min 30 s     |
| 10 | Oscar Lepoutre        | -      | + 1 h 00 min 30 s |